# Marie Eufrozýna Falcká
Marie Eufrozýna Falcká (14. února 1625 – 24. říjen 1687) byla falckraběnka a sestřenice a pěstounská sestra královny Kristiny Švédské a sestra krále Karla X. Švédského. Byla také, po nástupu svého bratra Karla X. na trůn (1654), titulární královskou princeznou Švédska.

## Rodina
Marie Eufrozýna se 7. března 1647 provdala za hraběte Magnuse Gabriela De la Gardieho. Z jejich jedenácti dětí jen tři přežily dětství a pouze jedna (Hedvika Ebba) měla dítě; ale její jediné dítě samo zemřelo bezdětné.

### Potomci
- Gustav Adolf De la Gardie (1647–1695), svobodný, bez potomků.
- Kateřina Šarlota De la Gardie (1655-1697) se provdala za hraběte Ota Viléma Königsmarcka, bez potomků.
- Hedvika Ebba De la Gardie (1657–1700) se provdala za hraběte Karla Gustava Erikssona Oxenstierna af Södermöre a měla jednoho syna, který zemřel bezdětný.

## Vývod z předků

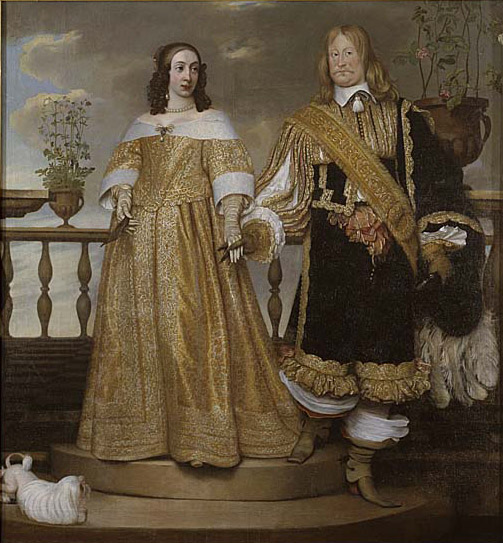
Marie Eufrozýna s manželem Magnusem De la Gardie